# AfreecaTV
AfreecaTV（中文：艾菲卡TV）是韩国使用人数最多的知名Live实况直播平台，拥有最多的韩国实况主播，提供韩国流行文化与学韩文的用户最好的选择。
AfreecaTV提供玩家下載自行開發的AfreecaTV影音錄製軟體，玩家可透過影音軟體上傳到AfreecaTV影音官網供大家觀賞，也提供玩家進行遊戲實況、遊戲賽事轉播等內容，還有手機APP供觀賞與戶外直播。

## 歷史
2024年6月5日，SOOP公司（前AfreecaTV）宣佈於今年第三季度，SOOP公司計劃將韓國AfreecaTV更改為SOOP，並重組整體服務。
2024年6月12日，韓國以外的用戶多語言服務結束並遷移至SOOP。
2024年10月15日，平台正式改名為SOOP。

## 相關項目
- CHZZK(Naver)
- Twitch
- YouTube
- SOOP

## 外部連結
- 官方网站
- Afreecatv taiwan的Facebook專頁
- Afreecatv Hong Kong的Facebook專頁